# Raionul Semenivka, Cernihiv
Semenivka (în ucraineană Семенівський район, transliterat: Semenivskîi raion) este un raion în regiunea Cernigău, Ucraina. Reședința sa este orașul Semenivka.

## Demografie
Componența lingvistică a raionului Semenivka
     Ucraineană (80,37%)
     Rusă (19,39%)
     Alte limbi (0,12%)
Conform recensământului din 2001, majoritatea populației raionului Semenivka era vorbitoare de ucraineană (80,37%), existând în minoritate și vorbitori de rusă (19,39%).